# Želenice, Kladno
Želenice là một làng thuộc huyện Kladno, vùng Středočeský, Cộng hòa Séc.